# سالم أبو النضر
سالم أبو النضر بن أبي أمية المدني الكاتب، كاتب عمر بن عبيد الله التيمي، ومولاه. وهو من رواة الحديث ثبت من الثقات. توفي سنة تسع وعشرين ومائة وقال أبو عبيد القاسم بن سلام: توفي سنة ثلاث وثلاثين ومائة.

## روايته للحديث النبوي
- حدث عن: أنس بن مالك، وعبيد بن حنين، وبسر بن سعيد، وسليمان بن يسار، وعمير مولى ابن عباس، وعامر بن سعد، وكتب إليه بحديث عبد الله بن أبي أوفى وهو مخرج في «الصحيحين» وهو حديث: لا تتمنوا لقاء العدو.

- روى عنه: موسى بن عقبة، وعمرو بن الحارث، ومالك، والليث بن سعد، والسفيانان، وفليح بن سليمان، وآخرون.

## ثناء العلماء عليه
- قال أبو حاتم الرازي: صالح ثقة حسن الحديث وهو عن عثمان بن أبي العاص مرسل.
- قال أحمد بن حنبل: ثقة.
- قال أحمد بن شعيب النسائي: ثقة.
- قال أحمد بن صالح الجيلي: ثقة.
- قال أحمد بن صالح المصري: له شأن ما أكاد أقدم عليه كبير أحد سمع أنسا.
- قال ابن حجر العسقلاني: ثقة ثبت وكان يرسل.
- قال ابن عبد البر الأندلسي: أجمعوا علي أنه ثقة ثبت.
- قال الذهبي: ثقة نبيل.
- قال سفيان بن عيينة: ثقة ووصفه بالفضل والعقل والعبادة.
- قال علي بن المديني: ثقة، له نحو من خمسين حديثا.
- قال محمد بن سعد كاتب الواقدي: ثقة كثير الحديث.
- وثقه محمد بن عبد الله بن نمير.
- قال يحيى بن معين: ثقة.[1]